# Violencia de género en Chile en el siglo XIX
La violencia de género en Chile durante el siglo XlX considera todo tipo de abuso ya sea físico, psicológica o sexual ejercida sobre el género femenino desde el género masculino transcurrido en el territorio de Chile entre los años 1800 y 1899.
Las escenas de violencia contra la mujer eran parte de un contexto cotidiano en el Chile de este siglo, si bien sin poseer la aceptación total de la comunidad, existe una conciencia colectiva que reconoce la existencia de estas escenas, la cual está formada desde la presencialidad de estas instancias en múltiples casos, siendo una arista más de una sociedad que se comprende y se estudia como violenta. Es un habitual las discusiones y agresiones en este siglo. La violencia de género al estar siendo ejercida en este contexto es parte de un panorama social habitual.

## Contexto
El Chile del siglo XlX es una sociedad que sostiene una serie de similitudes con su siglo antecesor, pese al cambio de administración del territorio, en Chile el bajo pueblo y mundo rural aún sostienen condiciones de precariedad y poca regulación propia de su pasado. Otro punto de importancia para poder entender y caracterizar el siglo es que es una sociedad altamente rural, esto también se expresa en torno los casos de violencia de género y sus estadísticas, posicionando este contexto como uno de los espacios que registran una mayor cantidad de casos de violencia conyugal.
Chile durante el siglo XlX es una nación en construcción con un Estado muy joven, es por esto que el aparataje legal y administrativo se encuentra a una larga distancia de su capacidad de cobertura máxima, por ende, la sociedad aún sostiene aspectos de su vida en precariedad. Un ejemplo de esto es la vivienda, ya que en este contexto las familias suelen vivir en condiciones negativas, no solo en relación con calidad si no cantidad de estas. Las familias tendían a vivir agrupadas, ya sea en las aldeas o insipientes ciudades. Esta mala calidad de vivienda y poca accesibilidad a ella generaba un contexto en el cual el mundo privado y público se encontraban contantemente mezclados entre sí. Es por esto por lo que nos enfrentamos a un siglo en el que se generan un sinfín de lazos colectivos en los espacios habitados, generando relaciones reciprocas y colaborativas entre sí, sin embargo, esta falta de privacidad y lógica colectiva también es capaz de generar un sentimiento de competencia entre las y los habitantes, formándose una competencia social en donde el sostener y mantener la “honra” que era de carácter familiar sería el corazón de las disputas entre vecinos de la época. Es por esto por lo que la violencia conyugal (concepto propio de su contexto) es un asunto para tratar de carácter público, en el cual, pese a existir un conocimiento general de las escenas de violencia misma sigue siendo aceptada y normalizada por gran parte de la población, es así como a lo largo de este siglo podemos ver la idea de como las agresiones hacia la mujer son aceptadas como: “expresiones propias del dominio y autoridad masculina”.

### Contexto legal
Durante el siglo XIX existe una serie de normas legales, jurídicas e incluso sociales a través de las cuales se evidenciaba una diferencia de trato dependiendo directamente del género. Un ejemplo claro de esto es la figura de la mujer bajo la tutela masculina, la cual pareciera ser permanente, ya que la emancipación de esta solo se concebía al pasar de la tutela de un hombre, es decir, su padre o el jefe de hogar de donde proviniera, a pasar a manos de su cónyuge o conviviente. Es así como la mujer se somete a una lógica en la que ella es una eterna menor de edad. Otra expresión clara de esta desigualdad se puede evidenciar en el contexto del adulterio, siendo este penado y considerado delito solo en caso de ver afectada una figura masculina. Es decir que la infidelidad masculina no es considerada un delito, cuando no existen hombre afectados, el esposo puede serle infiel a su esposa sin ningún tipo de riesgo legal, sin embargo, a la inversa si es considerado delito, también puede ser considerado delito si la mujer involucrada en el adulterio posee lazos maritales o de pareja con otro hombre. En síntesis, este es un delito el cual solo puede ser delito y denunciable a la hora de afectar al género masculino.
Por otra parte, la justicia constantemente se negará e interpondrá en los procesos de separación conyugal, considerándolo negativo para el desarrollo de la sociedad y posicionando la figura de la “familia” por sobre cualquier bienestar individual de algún miembro del grupo familiar. Es por esto que la ley civil de matrimonios promulgada en 1894 buscará interponerse frecuentemente frente a las tentativas de separación, estableciendo la necesidad de la convivencia de tres causales para que esta separación sea legalmente efectiva, es decir por ejemplo la tentativa de prostituir a su pareja, el adulterio, la violencia, los abusos sexuales no son suficientes por sí mismos, además de lograr acumular tres causales existe la necesidad de comprobar estas, lo cual puede ser muy complejo si las agresiones no dejan huellas como cicatrices o moretones, los cuales en muchos casos eran omitidos o minimizados a los ojos de la justicia, la cual busca constantemente mantener a la mujer subordinada al género masculino de manera perpetua y limitando su autonomía.

### Contexto social
En este contexto social no existe una igualdad entre géneros o sexos, incluso los arquetipos de estos y las virtudes destacables guardan gran distancia entre lo que se busca y espera de una mujer y un hombre. Mientras que al genero masculino se le atribuye con amplitud diversas características morales próximas a la valentía, la honra el trabajo y el sacrificio la mujer debe cumplir con estándares totalmente opuestos, frecuentemente ligado a la sumisión, como por ejemplo:” honrada, fiel y obediente”, estas son las características que se esperan de una mujer en el chile naciente del siglo XlX, e incluso estas características son interpretadas como el resultado de un buen matrimonio, el cual es interpretado como un reglamento social de cómo debe sostenerse la vida conyugal en los espacios públicos.
Las instituciones también juegan un rol y papel fundamental, si bien el Estado de Chile no posee suficiente alcance y eficacia administrativa, la iglesia, que no posee una institución capaz de normar las vidas de los habitantes del territorio y sus relaciones, si entrega cierta directrices de cómo debe ser llevada la vida en pareja, ejerciendo y entregando un rol nuevamente a la mujer de características propias de la subordinación frente a la figura masculina. Esto se evidencia a través de la encíclica del papa León Vlll, quien afirma que: “la mujer debe estar sometida al marido y obedecerle, no en modo de sirvienta si no de compañera”
Es en este mismo marco respecto al rol femenino en la sociedad y sus formas que se analiza y expresa la figura de rebeldía en el género femenino, la cual es observada juzgada y criticada, además esta se podía interpretar como resultado de una “mala vida” lo cual se correlaciona con un crecimiento y desarrollo de esta rodeado de abusos y vulneraciones.
Otro elemento social desigual es la figura y rol que deben cumplir ambos géneros en la institución más básica que es la familia, la maternidad y la forma en que la mujer se desenvuelve en torno a este rol, esta relación con la maternidad trasciende más allá de clases y contextos sociales, esta importancia aplica en todos los contextos geográficos y socioeconómicos de la ciudad.

## Violencia de género en las clases sociales
La violencia de género en Chile durante el siglo XlX posee diferencias trascendentales según el contexto social en el que se desenvuelven. Por una parte la violencia conyugal en el mundo popular es un asunto de interés público, esto como resultado de la frecuente exposición de estos casos resultante de la carencia habitacional de la época, al igual que la violencia de género en el Chile colonial, la ausencia de privacidad juega un rol fundamental en la cantidad de denuncias y la calidad de estos test.